# 닉 코글리

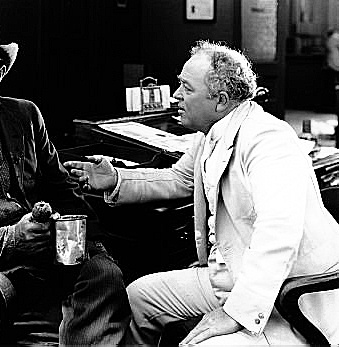

닉 코글리(Nick Cogley, 1869년 5월 4일 ~ 1936년 5월 20일)는 미국의 배우, 각본가이다. 뉴욕에서 태어났으며 샌타모니카에서 사망하였다.

## 영화
- 온리 어 파머스 도터 (1915년)